# Pellenes maderianus
Pellenes maderianus es una especie de araña saltarina del género Pellenes, familia Salticidae. Fue descrita científicamente por Kulczynski en 1905.
Habita en Madeira.